# Quatre pour Sartana
Pour plus de détails, voir Fiche technique et Distribution.
Quatre pour Sartana (...e vennero in quattro per uccidere Sartana!) est un western spaghetti italien sorti en 1969, réalisé par Demofilo Fidani (sous le pseudo de Miles Deem). Comme c'était l'usage dans ces moments-là, le personnage de Sartana est inséré dans le film sans que ce dernier fasse partie de la série « canonique » de ses aventures. Fidani a réalisé ainsi quatre films « apocryphes » de Sartana.

## Synopsis
Sept bandits masqués, dont le chef se fait appeler « le mormon », enlèvent la jeune Susy, cousine du maire de Clayton. le maire décide de consentir à la rançon de 15 000 dollars, avec l'intention de se venger ensuite. Mais son fils est aussi enlevé. Le shérif demande alors de l'aide à Sartana. Ce dernier doit s'affronter à des malfaiteurs particulièrement féroces, dont un lanceur de couteaux, un pistolero très rapide et un habile manieur de fouet. Le pistolero, bien que parmi les meilleurs, ne parviendra pas à vaincre Sartana : il reste en selle après le duel, alors que le spectateur voit Sartana à terre, mais il s'effondre enfin, révélant l'issue du duel.

## Fiche technique
- Titre français : Quatre pour Sartana ou Quatre contre Sartana[2]
- Titre original italien : ...e vennero in quattro per uccidere Sartana!
- Genre : Western spaghetti
- Réalisateur : Demofilo Fidani (sous le pseudo de Miles Deem)
- Scénario : Demofilo Fidani (sous le pseudo de Miles Deem), Mila Vitelli Valenza
- Production : Demofilo Fidani pour Tarquinia Film
- Photographie : Luciano Tovoli
- Montage : Piera Bruni
- Effets spéciaux : Basilio Patrizi
- Musique : Italo Fischetti
- Décors : Mila Vitelli Valenza
- Costumes : Mila Vitelli Valenza
- Maquillage : Anchise Pieralli
- Année de sortie : 1969
- Durée : 88 minutes
- Format d'image : 2.35:1
- Pays :  Italie
- Distribution en Italie : Indipendenti Regionali
- Date de sortie en salle en France : 8 juillet 1970[2]

## Distribution
- Jeff Cameron : Sartana
- Franco Ricci (sous le pseudo d'Anthony G. Stanton) : Frank Colonny/ le Mormon
- Celso Faria : Ramírez
- Benito Pacifico (sous le pseudo de Dennys Colt) : Silky
- Pietro Torrisi (comme Peter Torres) : Sullivan
- Simonetta Vitelli (sous le pseudo de Simone Blondell) : Susy
- Roberto Danesi (sous le pseudo de Robert Dannish) : Bufalo
- Umberto Raho : Von Krassel
- Grazia Giuvi : Fanny, la fille du saloon
- Paolo Figlia (sous le pseudo de Frank Fargas) : Donovan
- Paolo Magalotti (sous le pseudo de Paul Carter) : shérif Benson
- Gualtiero Rispoli : Tom
- Amerigo Leoni (sous le pseudo de Custer Gail) : un bandit avec Donovan